# قشة ذهبي
قرد الأسد الذهبي أو قشة الذهبي (بالإنجليزية Leontopithecus rosalia). هو من أنواع القرود الاجتماعية وتعيش في مجموعات كبيرة. ولكن بسبب شكلها المميز فهي معرضة للانقراض. بفضل محاولات الحفظ المكثف لها بدأت في التعافي.

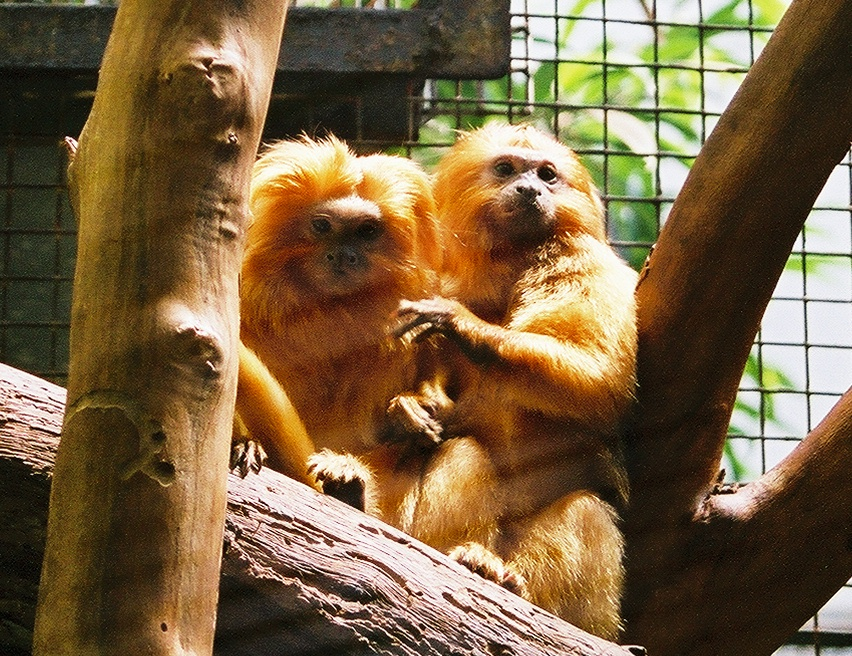
قردين من نوع القشة الذهبي بالحديقة الوطنية في واشنطن.

القِشَّة الذهبي أو الطمارين الأسديّ المُذَهَب أو طمارين الأسد الذهبي، يتميز بفراؤه الذهبي المميز والناعم، له وجه أسود مكشوف، والذيل طويل وغير قابل للإمساك بالأشياء. موطنه الأصلي غابات الأطلسي الساحلية بجنوب شرق البرازيل.
طوله  يترواح بين 20 إلى 34 سم (باستثناء الذيل)، ووزنه 500 إلى 800 جرام تقريبًا.
مدة الحمل تتراوح بين 125 إلى 130 يومًا

## مواصفاه
لونه برتقالي يميل إلى الحمرة المتدرجة بين الذهب موطنه الأصلي ي والبني، فشعره متوسط الطول، كثيف ويتراكب أكثر حول الوجه. له مخالب حادة ليعتمد في غذائه على الشجيرات ويساعده طول ذيله في التعلق بأفرع الأشجار رغم قِصر حجمه العام.
يبلغ وزن الذكور 700 غرام (25 أوقية) كحد أقصى في البرية وقد يتفاوت باعتدال ذلك في الأسر، بينما يزيد وزن الأنثى الحامل إلى 790 غرام (28 أوقية) وتبقى الأخريات أكثر خفة بتقدير 550 غرام (19 أوقية).

## السلوك والإنجاب
الأم توفر وسائل النقل في المراحل الأولى من حيات الرضيع قرد الأسد الذهبي هو نهاري وشجري في المقام الأول، وتشكيل مجموعات صغيرة من دوريات إقليم ثابت من حوالي 400,000 متر مربع (100 فدان) ؛ القتال بين الجماعات تجنبها عن طريق رائحة وضع العلامات وطقوس «لقاءات». ليلا، والنوم في القردة ثقوب التعشيش المهجورة في الأشجار.
في المجموعة التعاونية في تربية الشباب، ولكن فقط من الإناث عادة السلالات السائدة. الذكور هي المسؤولة عن الجزء الأكبر من تربية الواجبات، مع الأم المرضعة، وتوفير وسائل النقل للطفل خلال الأسبوع الأول من الحياة. ويجري تقاسم الموارد بين المجموعة، وكذلك واجبات مراقبة المفترس. وحسن الرعاية والشباب لمرحلة المراهقة حتى. وخلافا للقرود أخرى، من الذكور والإناث على حد سواء ترك الجماعة، ومعدل البقاء على قيد الحياة ضئيلة، وأقل من ربع الاندماج بنجاح في مجموعة جديدة أو إثبات وجودها في أرض غير مأهولة.
ناضجة تماما في 56-75 يوما، والأسد الذهبي تامارين قادرة على تولد في 18 شهرا من العمر. موسم التكاثر هو من سبتمبر.-مارس.. الحمل يستمر لمدة 126-136 يوما، تنتهي عادة في ولادة التوأم، قد يكون هناك ما يصل إلى اثنين من الفضلات سنويا. مفطوم والقردة الصغار بعد 90 يوما فقط، أقل من نصف الأطفال على البقاء أحياء السنة الأولى من الحياة. إذا، يمكن توقع عمر حوالي 8 سنوات. توفي أقدم تامارين مسجل في سن ال 31 في حديقة حيوان سان انطونيو (تكساس) في عام 1999